# Хндзрцян, Манвел
Манвел Хндзрцян (арм. Մանվել Խնձրցյան; род. 2 января 2001 года, Азатан, Ширакская область, Армения) — армянский борец вольного стиля, чемпион Армении 2021 года, бронзовый призёр чемпионата Европы 2022 года, бронзовый призёр армейского чемпионата мира 2021 года, a также бронзовый медалист чемпионата мира до 23 лет 2021 года, бронзовый призёр молодёжного чемпионата мира 2021 года и вице-чемпион молодёжного чемпионата Европы того же года.

## Биография
Манвел Хндзрцян родился 26 января 2001 года в селе Азатан Ширакской области. С 2010 года начал посещать спортивную школу спортивной компании "Севан", где его тренером был Ара Саградян. А начиная с 2012 года по сегодняшний день тренером Хндзрцяна является Карапет Енгоян.
На международной арене Манвел Хндзрцян добился своего первого серьёзного успеха в 2018 году, когда на проходящем в Скопье юношеском чемпионате Европы по вольной борьбе, выступая в весовой категории до 51 кг, завоевал титул вице-чемпиона.
В июне 2021 года, на проходящем в Дортмунде молодёжном чемпионате Европы по вольной борьбе, выступая в весовой категории до 57 кг, Манвел Хндзрцян в четвертьфинале со счётом 11:0 победив итальянца Симоне Пироду, затем в полуфинале одолев швейцарца Томаса Эпа, а в финале уступив россиянину Саиду Хункерову стал вице-чемпионом. Через два месяца, в августе, на молодёжном чемпионате мира мира в Уфе, в поединке за третье место победив со счётом 6:2 представителя Киргизии Абдумалика Карачева стал бронзовым медалистом. 6 ноября того же года на проходящем в Белграде чемпионате мира среди борцов возрастом до 23 лет в поединке за бронзу раньше времени, в течение 1 минуты и 20 секунд, одержал победу над представителем Индии Сурабом Игаевым со счётом 10:0. На армейском чемпионате мира, который проходил в Тегеране того же месяца, Манвел Хндзрцян завоевал бронзовую медаль. А в декабре того же года стал чемпионом Армении.
Свой дебют на международной арене уже среди взрослых Манвел Хндзрцян сделал в марте 2022 года на проходящем в Будапеште чемпионате Европы по вольной борьбе, где он начал борьбу с 1/8 финала со счётом 11:6 победил представителя Модолвы Анатолия Буруяна, затем в четвертьфинале одержал волевую победу над турком Мухаммедом Каравусом, где он уступая со счётом 0:4 смог переломить ход поединка и победить со счётом 14:4. В полуфинале упустив представителю Северной Македонии Александру Егорову, в поединке за третье место одержав победу со счётом 6:2 над немцем Никласом Стечеле Хндзрцян стал бронзовым медалистом чемпионата Европы.
В одном из своих интервью Хндзрцян отметил, что никогда не мечтал заниматься с борьбой и свой выбор делал случайно. В дальнейшем достигнув значительных успехов он захотел продолжать заниматься борьбой и поставил себе цель завоевать титул "чемпиона мира". Он также отметил, что страх является всего лишь признаком недооценки и он старается руководствоваться именно с этим девизом.
Манвел Хндзрцян учится на финансовом факультете Армянского государственного экономического университета с 2020 года

## Достижения
- Вице-чемпион чемпионата мира среди юниоров 2018 года
- Вице-чемпион молодёжного чемпионата Европы 2021 года
- Бронзовый призёр молодёжного чемпионата мира 2021 года
- Бронзовый призёр чемпионата мира 2021 года среди борцов возрастом до 23 лет
- Бронзовый призёр армейского чемпионата мира 2021 года
- Чемпион Армении 2021 года
- Бронзовый призёр чемпионата Европы 2022 года.